# Magada
La Magada (dal latino maga, -ae) è la leggenda riguardante l'omonima strega che sarebbe vissuta in Albosaggia (comune della provincia di Sondrio, dove è sita pure una baita con questo nome, a 1809 m s.l.m.) in tempi remoti.
Intitolata in vario modo, è una leggenda presente anche in altre località d'alta montagna, spesso adoperata per incutere terrore agli ascoltatori. Secondo alcuni, non sarebbe stato altro che il mezzo attraverso il quale i genitori avrebbero potuto garantirsi l'obbedienza da parte dei figli indisciplinati.

Giuseppe Napoleone Besta la descrive così: 
(G. N. Besta, 1878)